# LaGrange County
LaGrange County är ett administrativt område i delstaten Indiana, USA. År 2010 hade countyt 37 128 invånare. Den administrativa huvudorten (county seat) är LaGrange.

## Geografi
Enligt United States Census Bureau har countyt en total area på 1 002 km². 983 km² av den arean är land och 19 km² är vatten.

### Angränsande countyn
- Saint Joseph County, Michigan - nordväst

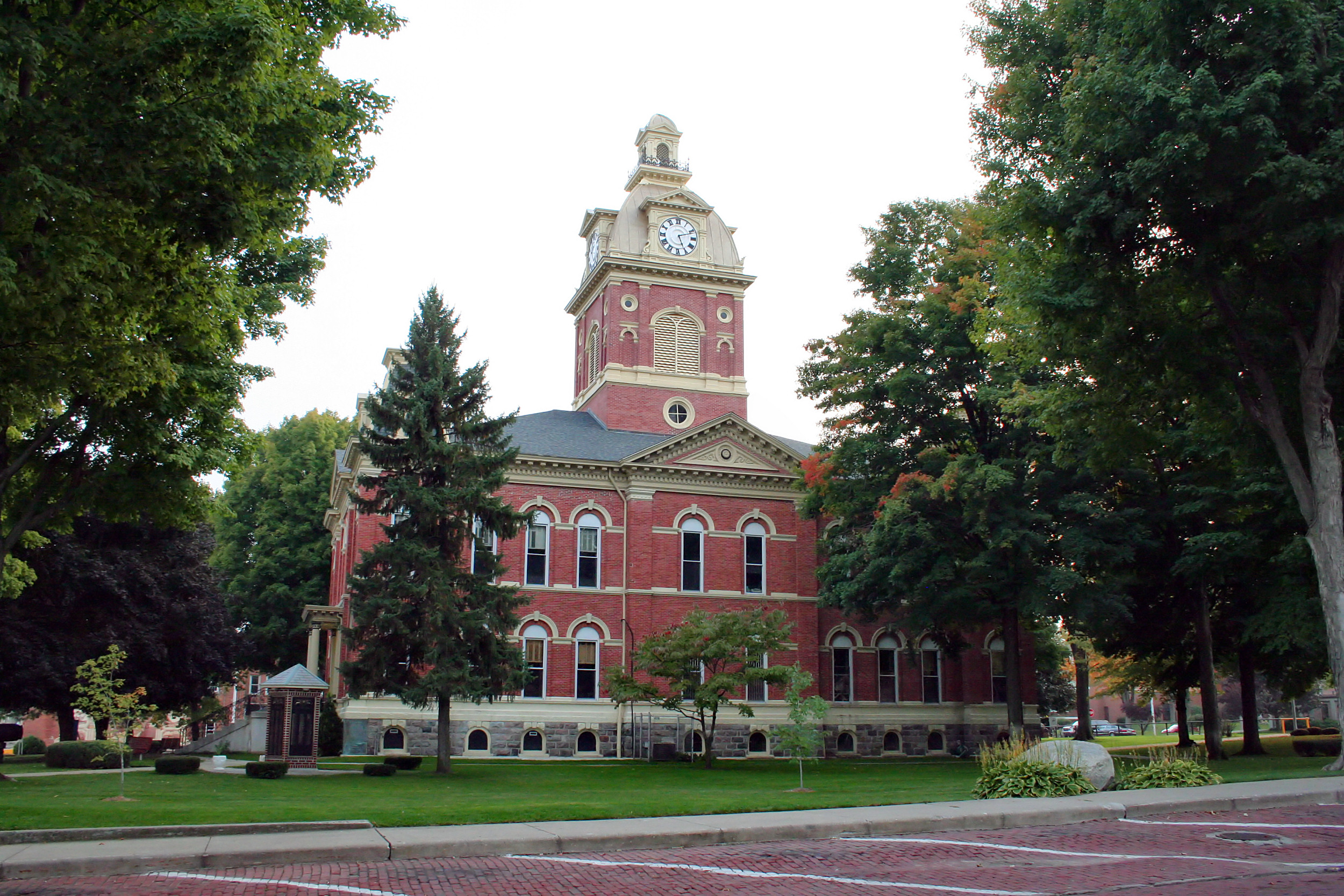
LaGrange County courthouse i LaGrange.

- Branch County, Michigan - nordost
- Steuben County - öst
- Noble County - syd
- Elkhart County - väst